# 衛奕信徑

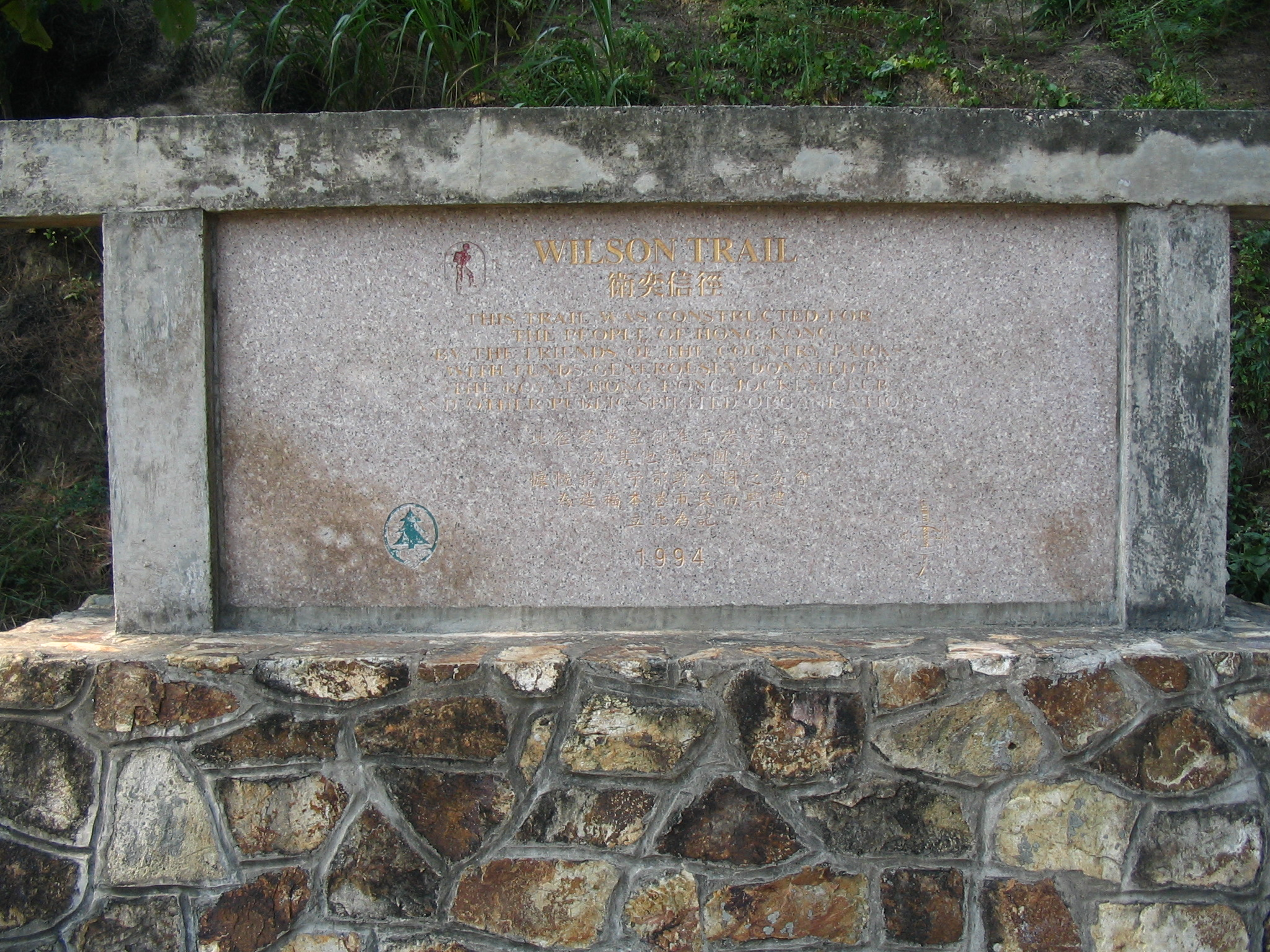
衛奕信徑第一段位於赤柱峽道起點的紀念碑

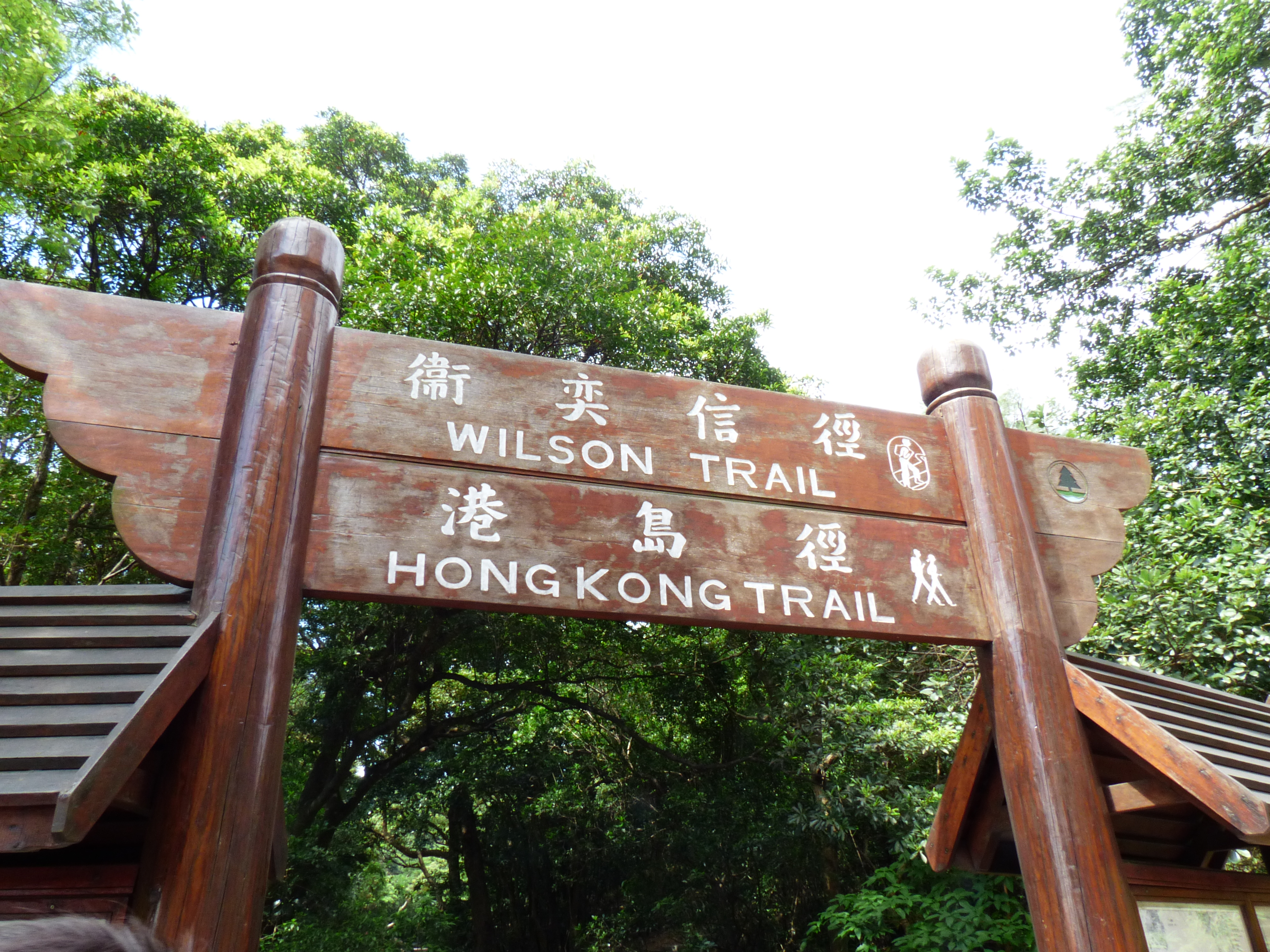
位於陽明山莊的牌樓

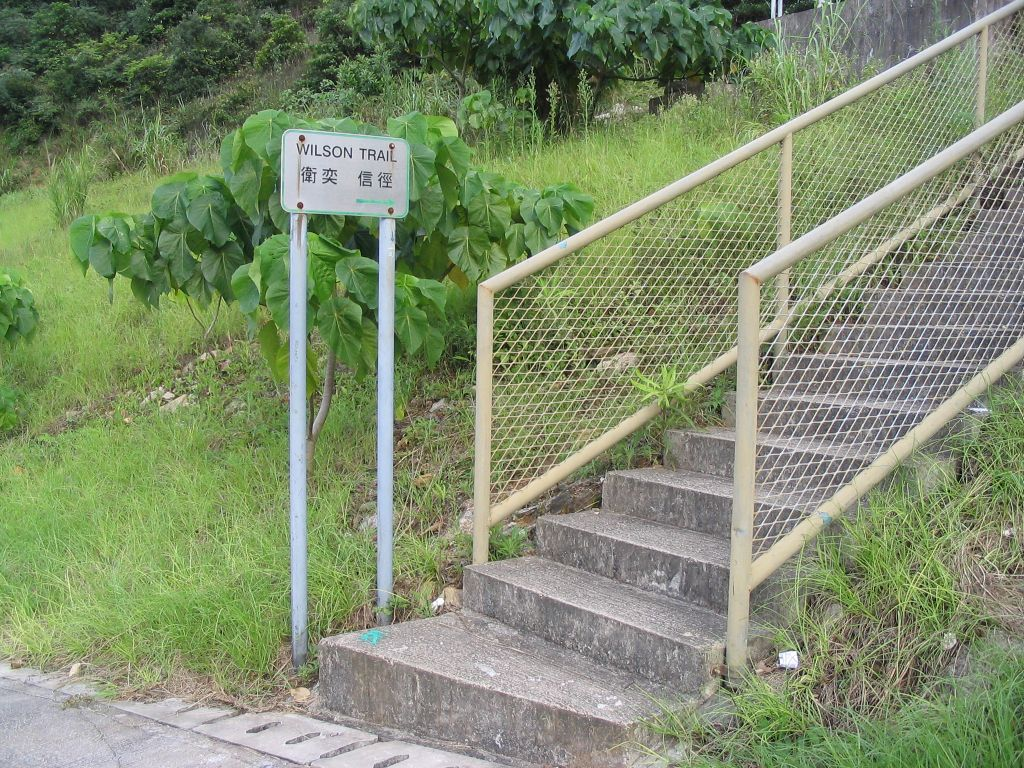
衛奕信徑第三段近澳景路

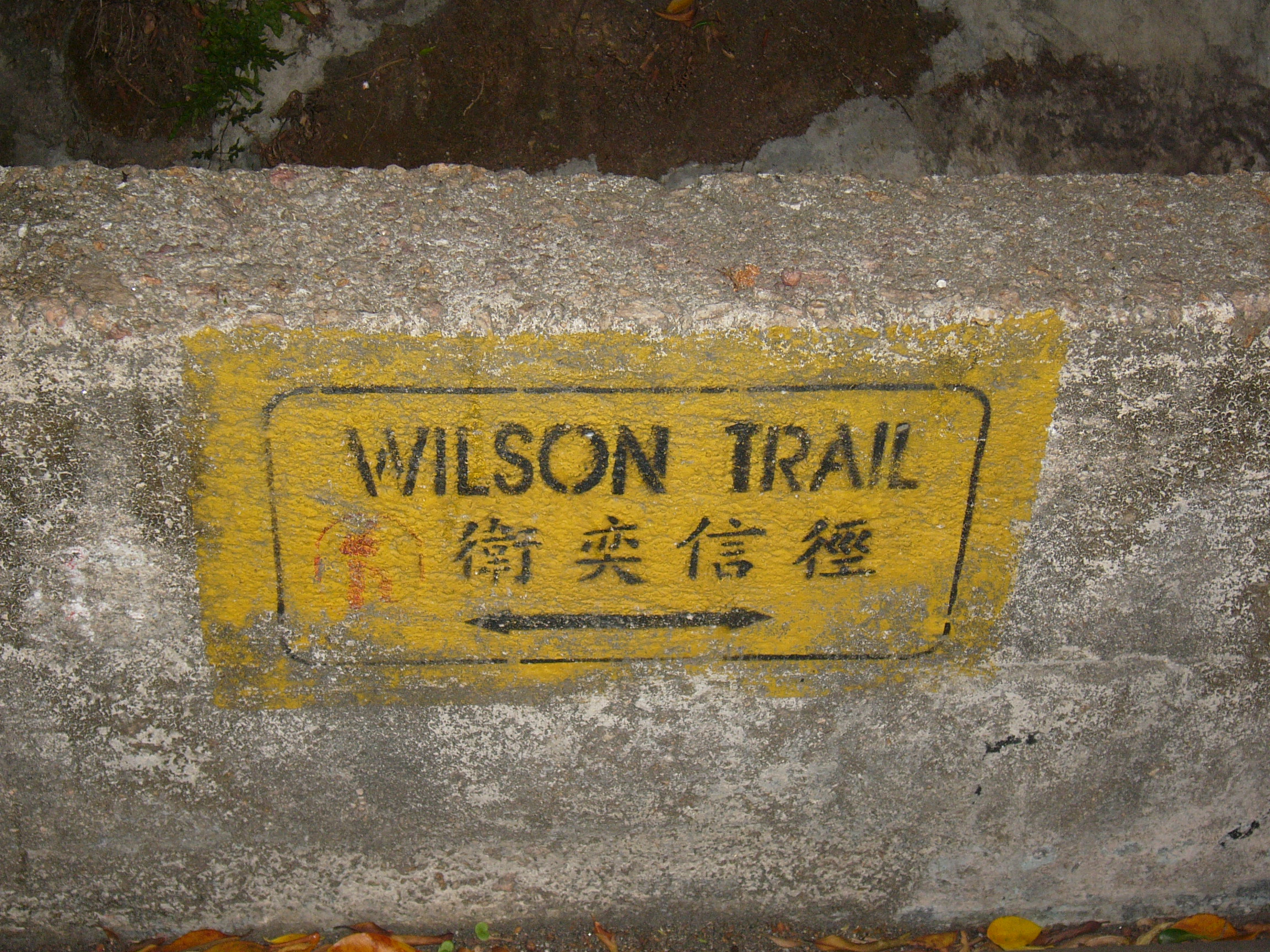
衛奕信徑第三段近鯉魚門道的路標

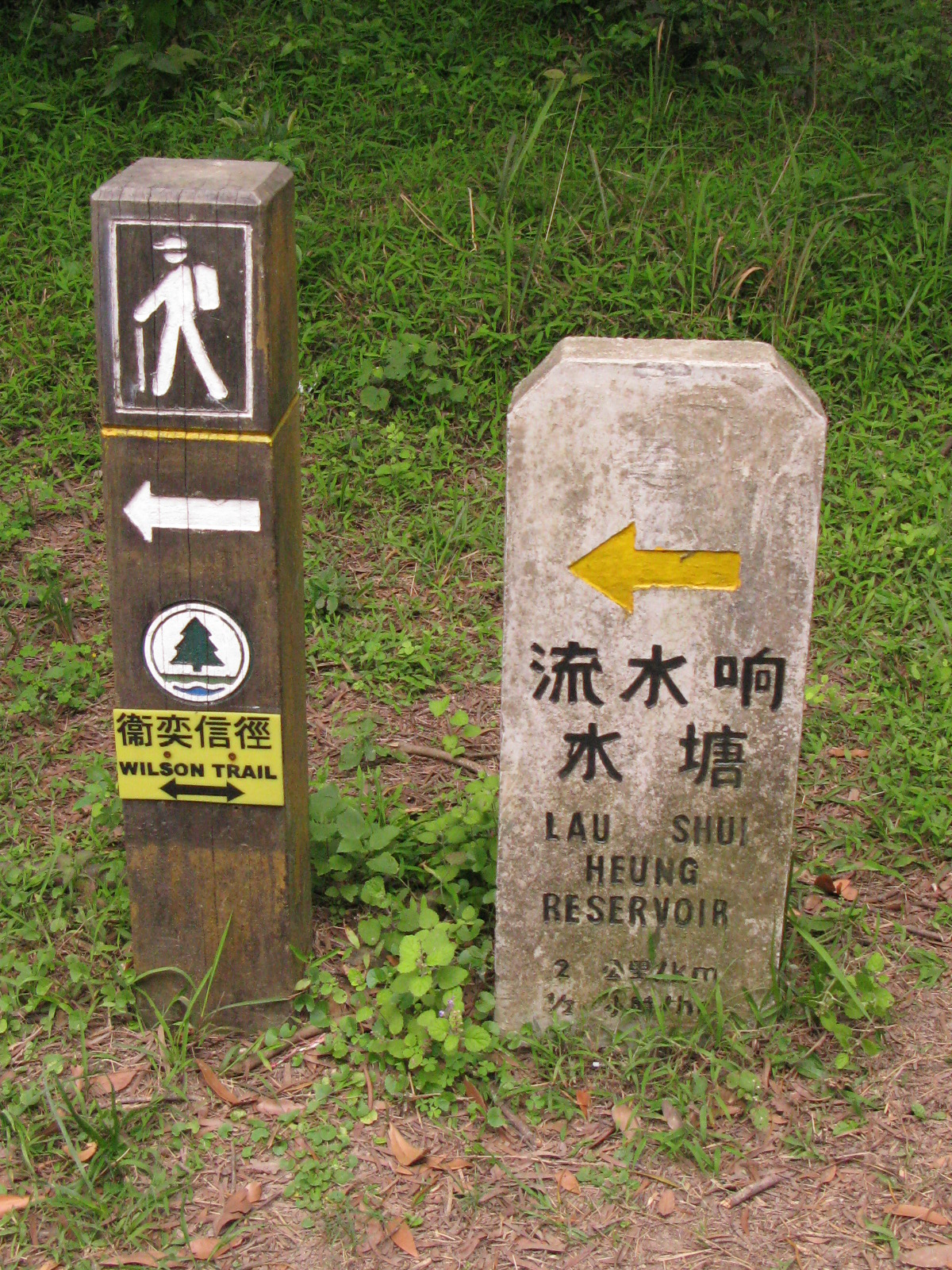
衛奕信徑第九段路標，旁為往流水響水塘的路標

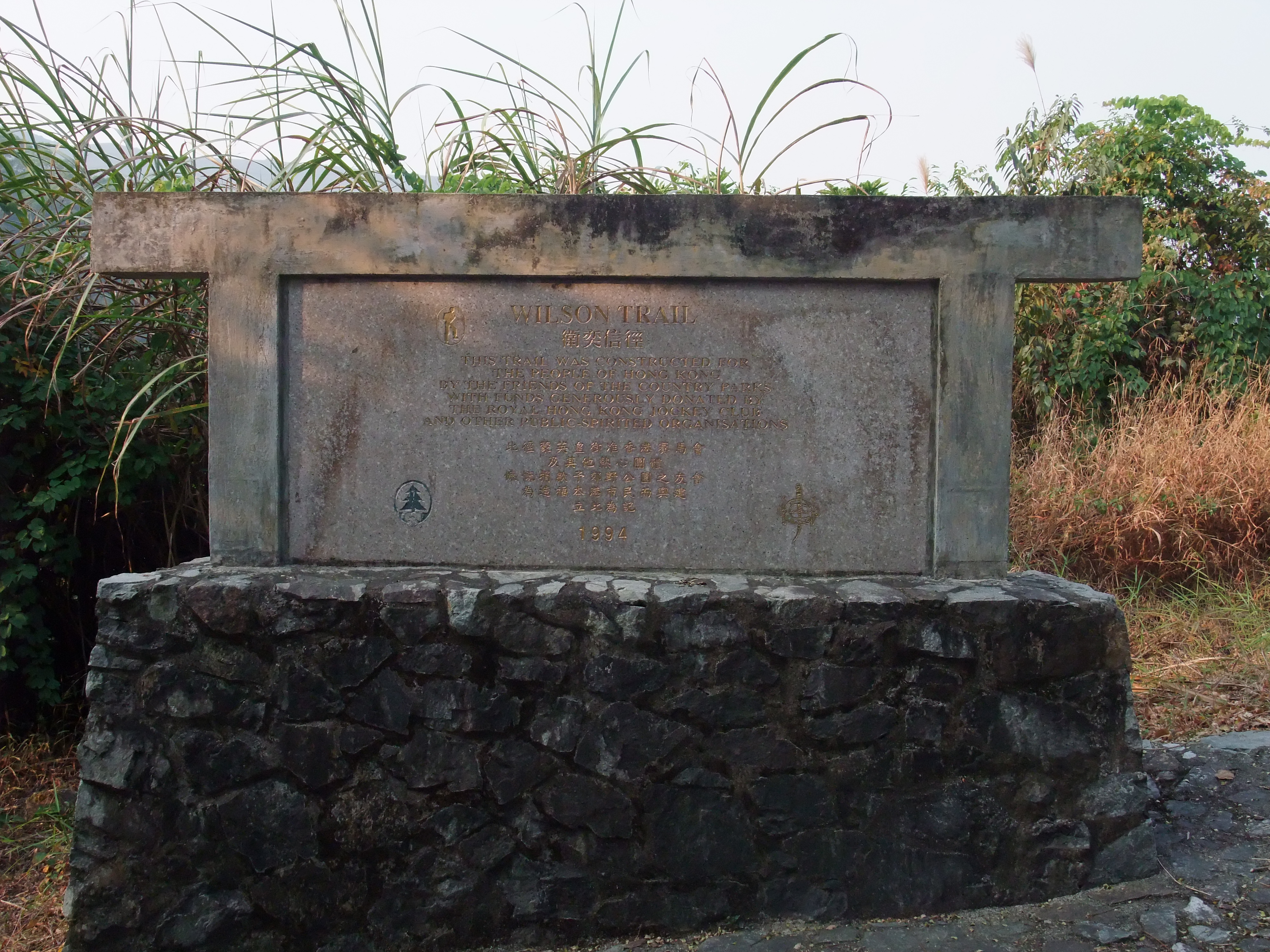
衛奕信徑第十段位於南涌終點的紀念碑

衛奕信徑（英語：Wilson Trail）是香港一條長途遠足徑，於1996年啟用，全長78公里，共分10段，為香港第二長的遠足徑，僅次於麥理浩徑之後。本徑由香港島南邊的赤柱蜿蜒至新界東北的南涌，越過香港眾多崇山峻嶺，貫穿香港8座郊野公園，包括大潭郊野公園、大潭郊野公園（鰂魚涌擴建部份）、馬鞍山郊野公園、獅子山郊野公園、金山郊野公園、城門郊野公園、大帽山郊野公園，以及八仙嶺郊野公園。衛奕信徑一名取自第27任香港總督衛奕信，他鍾情於香港山水及遠足活動。

## 走線
因為定線的問題，衛奕信徑無可避免地需要穿過市區，包括港島東部、九龍東部和大埔。而且因為第二段和第三段被維多利亞港所阻，所以衛奕信徑成為香港唯一一條不連貫的長途遠足徑。此徑起於赤柱赤柱峽道，向北經過港島的數個山峰到達鰂魚涌。之後需在太古站乘港鐵到藍田站。棄油塘站不用的原因是因為衛奕信徑啟用時尚未有該站和須經區議員和運輸署准許，但轉用油塘站則可節省一半路程。於藍田繼續，經啟田道和鯉魚門道到油塘（此段雖長約1.6公里，但因位於市區，所以不設標距柱），越過魔鬼山、五桂山等，轉向西面，到達九龍群山，再從九龍水塘開始往北走到達九龍坑山，向東登上八仙嶺，最後再轉西北方下降至南涌作為終點。
為雷利計劃（香港）青少年發展項目籌款的《雷利衛徑長征》，由2003年起每年10月份舉行，賽道主要依整條衛奕信徑前進，但乘坐港鐵時需於油塘站及鰂魚涌站出入，而非原先的藍田站和太古站。

## 各段資料
| 路段 | 路線               | 距離(公里) | 需時(小時) | 難度  |
| ---- | ------------------ | ---------- | ---------- | ----- |
| 1    | 赤柱峽道至陽明山莊 | 4.8        | 2          | ✽ ✽ ✽ |
| 2    | 陽明山莊至鰂魚涌   | 6.6        | 2.5        | ✽ ✽   |
| 3    | 油塘高超道至井欄樹 | 9.3        | 4          | ✽ ✽   |
| 4    | 井欄樹至沙田坳     | 8.0        | 3          | ✽ ✽ ✽ |
| 5    | 沙田坳至九龍水塘   | 7.4        | 2.5        | ✽     |
| 6    | 九龍水塘至城門水塘 | 5.3        | 2          | ✽ ✽   |
| 7    | 城門水塘至元墩下   | 10.2       | 4          | ✽     |
| 8    | 元墩下至九龍坑山   | 9.0        | 4          | ✽ ✽ ✽ |
| 9    | 九龍坑山至八仙嶺   | 10.6       | 4.5        | ✽ ✽ ✽ |
| 10   | 八仙嶺至南涌       | 6.8        | 2          | ✽ ✽   |

難度：

✽ - 易行之路程

✽ ✽ - 難行之路程

✽ ✽ ✽ - 極費力及難行之路程

### 第一段
第一段由港島南區赤柱峽道出發，介乎春坎角道與赤柱灘道之間。途徑孖崗山、淺水灣坳、紫羅蘭山，直至陽明山莊為止。本段是衛奕信徑最短的一段。

### 第二段
第二段由陽明山莊出發，經過渣甸山，再經畢拿山的石礦場、小馬山後下抵金督馳馬徑。之後往北落山，沿鰂魚涌樹木研習徑到康怡花園和康景花園之間的水塘公園，再步行往太古站。

### 第三段
第三段由油塘高超道至井欄樹。途徑魔鬼山、照鏡環山、五桂山、馬游塘、大牛湖、澳頭村（凹頭村）及新地村，此路段未有途經任何郊野公園範圍。

### 第四段
第四段由井欄樹出發，途經西貢古道、大藍湖村、東洋山、基維爾軍營附近的大老坳後，沿飛鵝山道和沙田坳道直至沙田坳。

### 第五段
第五段由沙田坳出發，進入獅子山郊野公園，沿雞胸山山腰往沙田方向下行至九龍水塘引水道，並沿九龍山健身徑到達九龍水塘側的大埔公路為止。

### 第六段
第六段由九龍水塘開始，進入金山郊野公園，途經金山家樂徑後到達金山道。過走私坳後經孖指徑進入城門郊野公園，與麥理浩徑第七段相交於城門水塘。
此段有部分路段改建自大埔公路沙田嶺段的舊有走線。

### 第七段
第七段由城門水塘開始，沿著城門水塘東岸的緩跑徑向北前進，途徑城門水塘北端的半閒亭、城門標本林和鉛礦凹（於此處再次與麥理浩徑第八段相交），直至元墩下。

### 第八段
第八段由元墩下開始，途經新屋家、上碗窰、下碗窰和半春園到大埔市區，渡過林村河後經太和邨和帝欣苑後離開大埔。之後途經大埔頭，登上九龍坑山，終點設在九龍坑山山頂，此路段未有途經任何郊野公園範圍。

### 第九段
第九段由九龍坑山開始，進入八仙嶺郊野公園，途經鶴藪水塘、屏風山、黃嶺、犁壁山和八仙嶺八個主峰，並以仙姑峰作為終點。本段是衛奕信徑最長的一段。

### 第十段

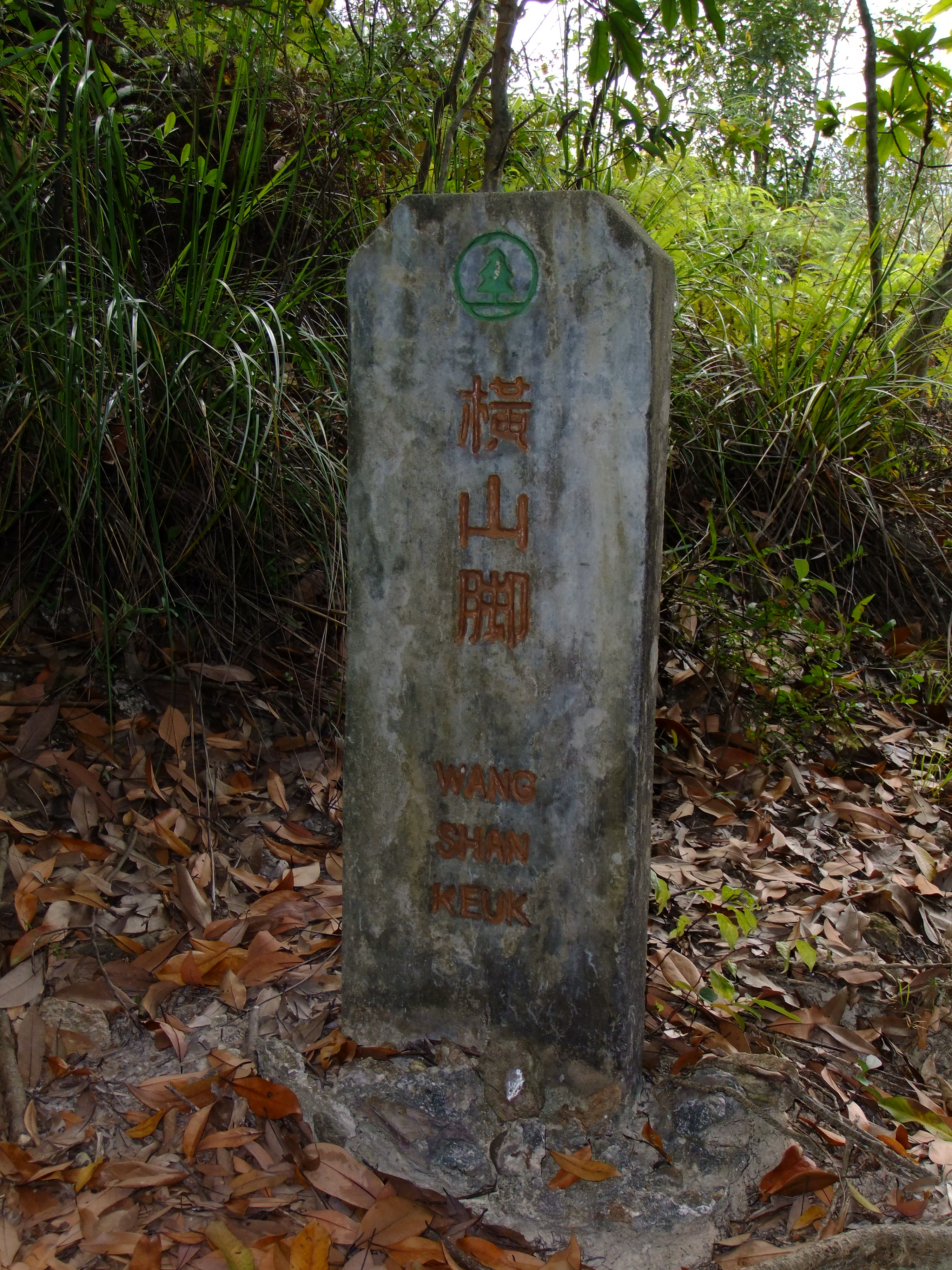
橫山腳路標

第十段由八仙嶺仙姑峰開始，途經八仙嶺自然教育徑、橫山腳村、橫七古道、上七木橋、下七木橋和尤德爵士紀念亭，最終以南涌為終點。

## 外部連結
- 郊野樂行 - 衛奕信徑
- . 山全部都係山 www.hkallshan.com.   [2024-08-18]. （原始内容存档于2024-08-18）.